# Guinhol

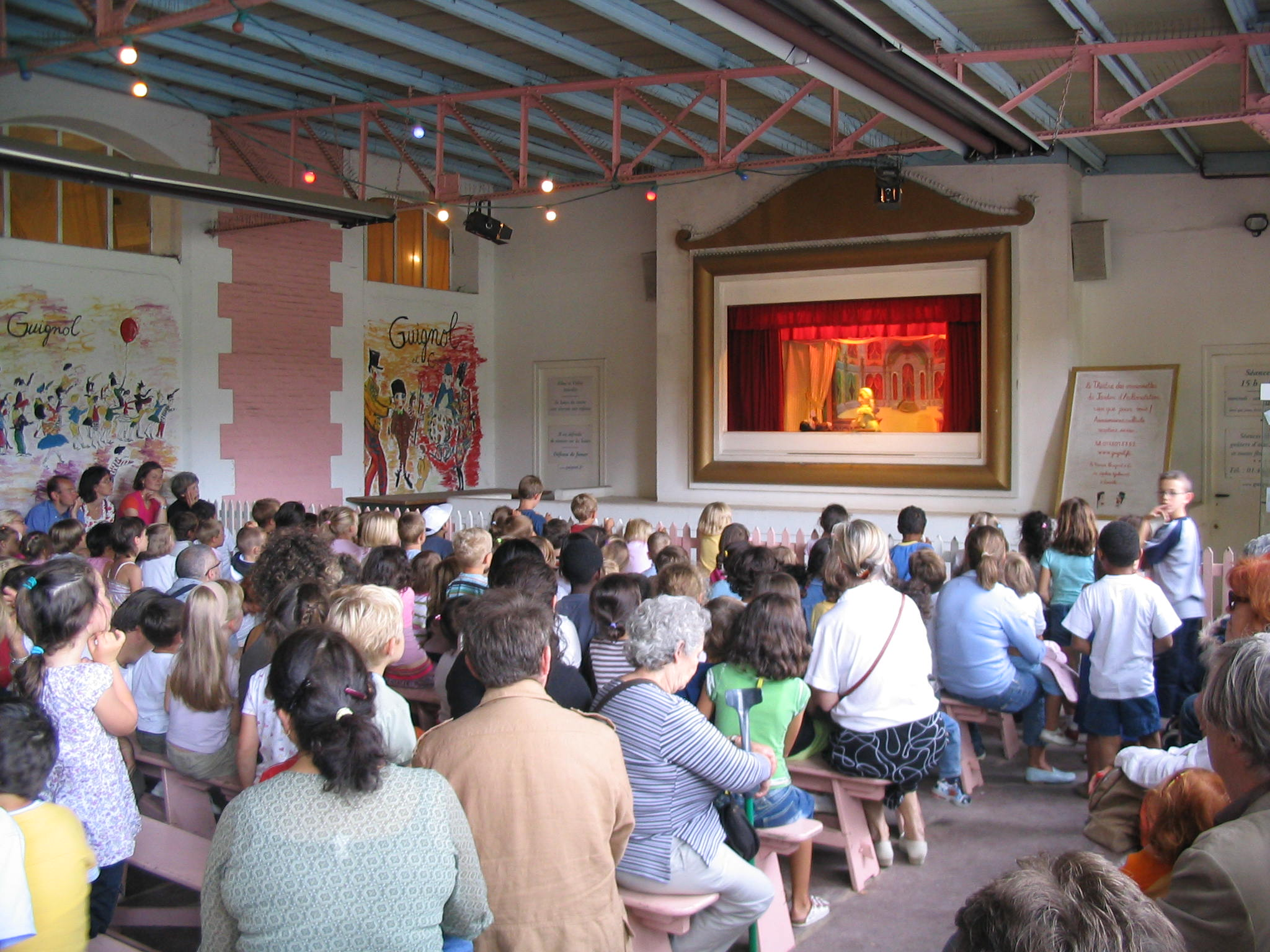
Apresentação do "Teatro de Guinhol", em Paris

Guinhol é uma marionete, personagem do teatro de fantoches, criada no século XIX em Lião.

## Histórico
O personagem Guinhol foi inventado entre 1810 e 1812, por Laurent Mourget, trabalhador desempregado de Lião, baseando-se supostamente em si próprio. Ele era, antes, um tecelão de seda e, por conta da falta de dinheiro, tornou-se dentista prático. Viajando por todos os lugares com seu boticão, muitas vezes os fregueses fugiam assustados ao ouvir os gritos dos que estavam sendo atendidos. A fim de evitar esta perda de clientela, criou um boneco á sua semelhança e passando assim a divertir as pessoas, enquanto fazia seus atendimentos. O boneco ficou tão popular que ele acabou abandonando a profissão de tiradentes para se tornar um famoso manipulador de fantoches.
A ideia espalhou-se, e passaram a existir muitos guinhóis apresentando-se por toda a França. Tantos que o governo, temeroso com os ajuntamentos que então ocorriam durante as peças, proibiu sua exibição. A ilegalidade apenas fez com que os espetáculos proliferassem ainda mais: os apresentadores montavam rapidamente sua encenação, durante as feiras livres, e rapidamente a desmanchavam, quando esta terminava.
Este personagem tem muitos familiares em todo o teatro europeu, os quais, à sua semelhança, se confundem muitas vezes com a própria designação da técnica  ou género teatral que representam: Punch no Reino Unido, Dom Cristóbal em Espanha, Dom Roberto em Portugal, Kasperl na Alemanha, Petrouschka na Rússia e muitos mais. Tecnicamente, segundo a terminologia atualmente convencionada, é uma marioneta de luva com manipulação inferior, como por exemplo o mamulengo.

## O Teatro de Guinhol
Com o sucesso da personagem, a apresentação das peças de marionetas em que esta, recebe o nome de Teatro de Guinhol ou Teatro de Fantoches ou, ainda, Teatro de Robertos por analogia com o nome do personagem mais famoso, Dom Roberto.

### Personagens
Os principais personagens do Teatro de Guinhol são:
- Guinhol,
- Gnafron, amigo de Guinhol, famoso por ser um amante do vinho do Beaujolais (vinho de França).
- Madelon : a mulher de Guinhol,
- Toinon : a mulher de Gnafron,
- O gendarme Flageolet,
- Cassandre (proprietária)
- Monsieur le Bailli (juiz)